# Amilia Wallace
Amilia Wallace (* 24. November 1987) ist eine frühere australische Skeletonsportlerin.
Amilia Wallace begann 2006 mit dem Skeletonsport und gehörte seitdem auch dem Nationalkader Australiens an. Ihre ersten internationalen Rennen bestritt sie 2006 im Skeleton-America’s-Cup. In Calgary wurde sie 19. Schon in ihrem dritten Rennen in Salt Lake City konnte Wallace als Achtplatzierte erstmals unter die besten Zehn fahren. Zum Auftakt der Saison 2007/08 startete sie in Igls im Skeleton-Europacup und erreichte dort hinter Kathleen Lorenz und Jessica Kilian den dritten Platz und damit ihre erste Podiumsplatzierung im Skeleton. Anfang 2008 folgte das Debüt im Skeleton-Intercontinentalcup in Park City, wo sie sogleich als Neuntplatzierte unter die besten Zehn fuhr. Höhepunkt der Saison wurde die Teilnahme an den Juniorenweltmeisterschaften in Igls, bei denen Wallace 16. wurde. Bis Ende 2008 kam die Australierin zu weiteren Einsätzen im America's- und Intercontinentalcup, tritt seitdem aber nicht mehr an.